# Chupeta

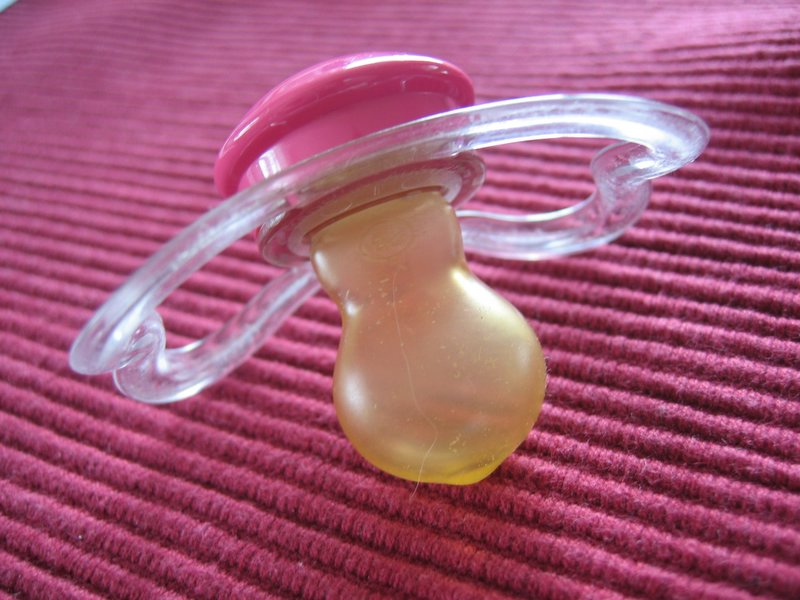
Chupeta de borracha.

Chupeta, chucha, bico ou pipo é um mamilo de silicone, borracha ou plástico dado a um bebé para que o chuche. A generalidade das chupetas são constituídas por uma tetina, uma base para a boca e uma pega. A base e a pega têm uma dimensão que impede que a criança sufoque ou engula a chupeta.

## Benefícios e riscos

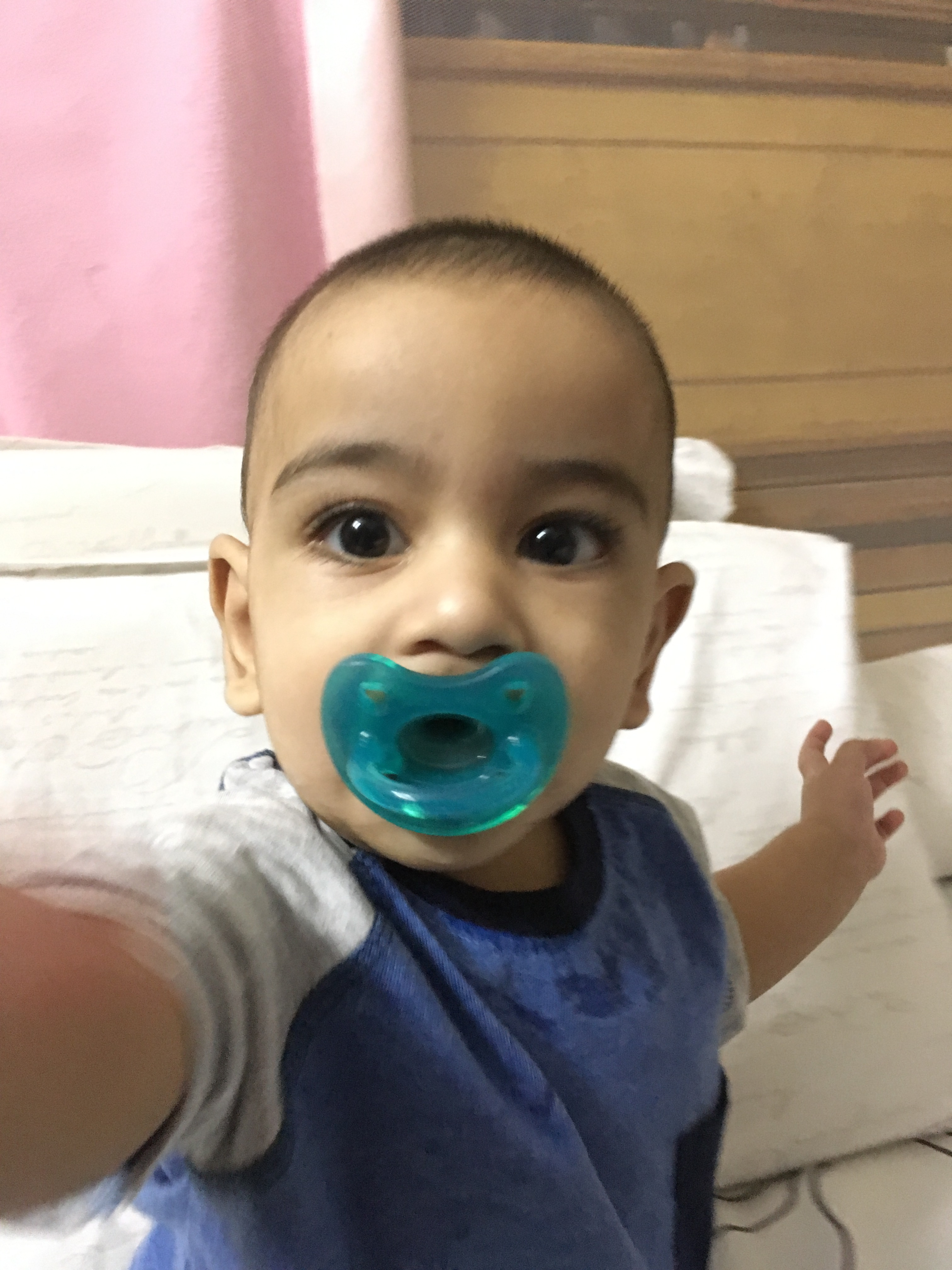
Criança utilizando uma chupeta

O uso de chupeta está associado a uma diminuição significativa do risco de morte súbita infantil. No entanto, a comunidade de pediatras está dividida sobre se esta associação é suficiente para recomendar o seu uso. Alguns pediatras argumentam que a utilização deve ser recomendada, uma vez que a associação é suficiente, e que o mesmo tipo de associação já levou a que passasse a ser recomendado dormir de costas, por exemplo. Outros argumentam que a associação não é suficientemente forte ou que o mecanismo não é claro.
Embora seja comum acreditar que a utilização de chupeta possa provocar problemas dentários, quando a chupeta é usada até aos três anos de idade não aparenta ter consequências negativas a longo prazo. No entanto, tem-se verificado que a utilização prolongada de chupeta ou de outro hábito idêntico, como chuchar no dedo ou num cobertor, pode levar ao desalinhamento dos dentes; isto é, dentes salientes ou que não encaixam na perfeição ao fechar o maxilar. Trata-se de um problema comum, cujo tratamento e correção podem ser demorados e dispendiosos. Quando necessário, os aparelhos dentários e a intervenção psicológica podem ajudar a criança a eliminar o hábito persistente. Um estudo constatou que nem as chupetas ortodônticas nem comuns preveniam problemas dentais caso a criança continue a chuchar para além dos três anos de idade.
Em crianças saudáveis, não existem consequências negativas por usar uma chupeta durante a amamentação até aos quatro meses de idade. No entanto, não existem evidências suficientes para poder afirmar o mesmo para crianças prematuras ou não saudáveis. No entanto, a chupeta pode ter alguns benefícios para bebés prematuros, como ajudá-los a fazer a transição para a alimentação de biberão.
As chupetas podem diminuir o choro de bebés durante procedimentos dolorosos. As crianças que usam chupeta apresentam maior incidência de otites. No entanto, desconhece-se se evitar o seu uso pode ajudar a prevenir infeções.
Confusão de bico levando a desmame precoce é um dos maiores riscos da chupeta. Amamentar também alivia a dor durante procedimentos dolorosos.

## História
As chupetas possuem uma longa história. Escavações na Itália, Chipre e Grécia sugerem que as chupetas têm pelo menos 3000 anos de idade.
Entretanto, elas apareceram pela primeira vez na literatura médica, na Alemanha, em 1473 quando foram descritas por Bartholomäus Metlinger, e aproximadamente na mesma época um quadro da Madonna e Criança pintado por Albrecht Dürer mostra uma chupeta de pano.
Normalmente essas chupetas primitivas eram feitas de linho trançado, na qual substâncias como mel, leite adocicado, conhaque, láudano e até mesmo sementes de papoula poderiam ser colocadas. O uso de láudano adocicado (ópio misturado com álcool) tornou-se um grande escândalo na metade do século XIX. Essas chupetas de pano eram amarradas ao berço ou ao cobertor ao invés de na roupa do bebê, como é mais comum atualmente.
Nos anos de 1800, os comentários médicos sobre as chupetas de pano eram em geral altamente críticos. Christoph Jakob Mellin afirmou que a chupeta de pano produzia uma boca grande e lábios grossos. Ele também contestou sobre os panos serem umedecidos nas bocas das mães e enfermeiras o que poderia transmitir doenças venéreas.
A primeira patente sobre teta de borracha flangeada que se parece com uma chupeta moderna foi obtida em 1845. Ao final desse século, a borracha havia substituído totalmente os materiais mais tradicionais. Um catálogo inglês em 1882 mostrou que algumas delas possuía anéis e proteção anexados. Até 1900 a proteção e anel tornaram-se acessórios padrão como era a teta ou bico de borracha. Várias patentes foram concedidas nessa época e essas invenções são claramente reconhecidas como versões imaturas de seus equivalentes de hoje.
As babás do início do século XX demonstravam uma total antipatia pelas chupetas. Em um livro publicado em 1909 ("Mrs. Blossom on Babies") Helen Hodgson declarava que as chupetas eram uma invenção do diabo para tentar as mães a causarem danos a suas crianças, e adicionou que “Se o Senhor tivesse a intenção que pequenos bebês estivessem sempre chupando algo Ele os teria enviado já com chupetas em torno de seus pescoços”. Esta é uma imagem irônica à luz de tragédias futuras que surgiram da prática de amarrar chupetas em volta dos pescoços de bebês. Livros sobre bebês publicados entre 1930 e 1955 eram quase unânimes em condenar a chupeta como uma ameaça à saúde, uma causa de desfiguração da boca, de aftas e vários distúrbios digestivos. Não foi sem surpresa que entre 1900 e cerca de 1975 o projeto básico de uma chupeta evoluiu muito lentamente.
Mais recentemente, houve uma aceitação mais qualificada da chupeta, particularmente como uma alternativa ao sugar o dedo. Ao mesmo tempo, o uso da chupeta aumentou de forma gradual até o ponto em que em alguns países desenvolvidos 80% de todos os bebês e crianças pequenas se deliciam com esta forma não nutritiva de sugar e as vendas anuais de chupetas na Europa ultrapassaram 80 milhões de unidades.